# Tỉnh (Trung Quốc)
Tỉnh (tiếng Trung: 省, bính âm: shěng) là một đơn vị hành chính địa phương cấp thứ nhất (tức là chỉ dưới cấp quốc gia) của Cộng hoà Nhân dân Trung Hoa, ngang cấp với các thành phố trực thuộc trung ương.

## Danh sách và bản đồ
| Tên            | Tiếng Hoa (GT) | Bính âm      | Viết tắt             | Tỉnh lỵ         | Tiếng Hoa | Bính âm      | Đơn vị cấp huyện |
| -------------- | -------------- | ------------ | -------------------- | --------------- | --------- | ------------ | ---------------- |
| An Huy         | 安徽           | Ānhuī        | 皖 Hoản              | Hợp Phì         | 合肥      | Héféi        | Đơn vị cấp huyện |
| Phúc Kiến      | 福建           | Fújiàn       | 闽 Mân               | Phúc Châu       | 福州      | Fúzhōu       | Đơn vị cấp huyện |
| Cam Túc        | 甘肃           | Gānsù        | 甘 Cam hoặc 陇 Lũng  | Lan Châu        | 兰州      | Lánzhōu      | Đơn vị cấp huyện |
| Quảng Đông     | 广东           | Guǎngdōng    | 粤 Việt              | Quảng Châu      | 广州      | Guǎngzhōu    | Đơn vị cấp huyện |
| Quý Châu       | 贵州           | Guìzhōu      | 黔 Kiềm hay 贵 Quý   | Quý Dương       | 贵阳      | Guìyáng      | Đơn vị cấp huyện |
| Hải Nam        | 海南           | Hǎinán       | 琼 Quỳnh             | Hải Khẩu        | 海口      | Hǎikǒu       | Đơn vị cấp huyện |
| Hà Bắc         | 河北           | Héběi        | 冀 Ký                | Thạch Gia Trang | 石家庄    | Shíjiāzhuāng | Đơn vị cấp huyện |
| Hắc Long Giang | 黑龙江         | Hēilóngjiāng | 黑 Hắc               | Cáp Nhĩ Tân     | 哈尔滨    | Hā'ěrbīn     | Đơn vị cấp huyện |
| Hà Nam         | 河南           | Hénán        | 豫 Dự                | Trịnh Châu      | 郑州      | Zhèngzhōu    | Đơn vị cấp huyện |
| Hồ Bắc         | 湖北           | Húběi        | 鄂 Ngạc              | Vũ Hán          | 武汉      | Wǔhàn        | Đơn vị cấp huyện |
| Hồ Nam         | 湖南           | Húnán        | 湘 Tương             | Trường Sa       | 长沙      | Chángshā     | Đơn vị cấp huyện |
| Giang Tô       | 江苏           | Jiāngsū      | 苏 Tô                | Nam Kinh        | 南京      | Nánjīng      | Đơn vị cấp huyện |
| Giang Tây      | 江西           | Jiāngxī      | 赣 Cám               | Nam Xương       | 南昌      | Nánchāng     | Đơn vị cấp huyện |
| Cát Lâm        | 吉林           | Jílín        | 吉 Cát               | Trường Xuân     | 长春      | Chángchūn    | Đơn vị cấp huyện |
| Liêu Ninh      | 辽宁           | Liáoníng     | 辽 Liêu              | Thẩm Dương      | 沈阳      | Shěnyáng     | Đơn vị cấp huyện |
| Thanh Hải      | 青海           | Qīnghǎi      | 青 Thanh             | Tây Ninh        | 西宁      | Xīníng       | Đơn vị cấp huyện |
| Thiểm Tây      | 陕西           | Shǎnxī       | 陕 Thiểm hay 秦 Tần  | Tây An          | 西安      | Xī'ān        | Đơn vị cấp huyện |
| Sơn Đông       | 山东           | Shāndōng     | 鲁 Lỗ                | Tế Nam          | 济南      | Jǐnán        | Đơn vị cấp huyện |
| Sơn Tây        | 山西           | Shānxī       | 晋 Tấn               | Thái Nguyên     | 太原      | Tàiyuán      | Đơn vị cấp huyện |
| Tứ Xuyên       | 四川           | Sìchuān      | 川 Xuyên hay 蜀 Thục | Thành Đô        | 成都      | Chéngdū      | Đơn vị cấp huyện |
| Vân Nam        | 云南           | Yúnnán       | 滇 Điền hoặc 云 Vân  | Côn Minh        | 昆明      | Kūnmíng      | Đơn vị cấp huyện |
| Chiết Giang    | 浙江           | Zhèjiāng     | 浙 Chiết             | Hàng Châu       | 杭州      | Hángzhōu     | Đơn vị cấp huyện |